# Alfredo M. Bonanno
Alfredo Maria Bonanno, född 4 mars 1937 i Catania på Sicilien, död 6 december 2023 i Trieste i Friuli-Venezia Giulia, var en italiensk insurrektionell anarkist och teoretiker som har haft stor betydelse för denna politiska riktning genom att skriva essäer som Armed Joy, The Anarchist Tension med flera. Han var redaktör för Anarchismo Editions och andra publikationer, av vilka endast ett fåtal har översatts till engelska (och andra språk med för den delen). Hans engagemang i den anarkistiska rörelsen går över 30 år tillbaka i tiden.
Den 2 februari 2003 dömdes Bonanno till sex års fängelse och 2 000 euro i böter för väpnat rån och andra brott. Dessa anklagelsepunkter är relaterade till Marinirättegången där andra italienska anarkister dömdes för att ha tillhört en väpnad grupp som ska ha letts av Bonanno.
Bonanno var också en av hundratals italienska anarkister som arresterades på natten den 19 juni 1997 när italiensk säkerhetstjänst gjorde räder mot privata hem och anarkistiska center över hela Italien. Dessa räder var ett svar på bombningen av Palazzo Marino i Milano den 25 april 1997.
Här är ett urval av Bonnanos texter som översatts till engelska:
- Anarchism and the National Liberation Struggle (1976)
- Critique of syndicalist methods; trade-unionism to anarcho-syndicalism  (1977)
- Armed Joy  (1977)
- Workers Autonomy
- Strange Victories-Midnight Notes  (1985)
- From Riot to Insurrection; analysis for an anarchist perspective against post industrial capitalism  (1988)
- The Anarchist Tension  (1998)

På svenska finns texterna:
- Anarkister och handling   (1989)
- Det insurrektionella projektet    (2000)